# The Abbeville Court House
The Abbeville Court House (o To Abbeville Courthouse) è un cortometraggio muto del 1913 diretto da Charles M. Seay.

## Produzione
Il film - girato in Georgia - fu prodotto dalla Edison Company.

## Distribuzione
Distribuito dalla General Film Company, il film - un cortometraggio in una bobina - uscì nelle sale cinematografiche degli Stati Uniti il 18 luglio 1913.